# جورج دومون
جورج دومون هو سياسي كندي، ولد في 25 يونيو 1898 في شوديير أبالاش في كندا، وتوفي في 4 يوليو 1966 في نيو برونزويك في كندا. انتخب عضو الجمعية التشريعية لنيو برونزويك ‏.